# Qualificazioni al campionato europeo maschile di calcio 1980 - Gruppo 5

## Classifica
| Pos | Squadra        | Pti | G | V | N | P | GF | GS | DR  |
| --- | -------------- | --- | - | - | - | - | -- | -- | --- |
| 1   | Cecoslovacchia | 10  | 6 | 5 | 0 | 1 | 17 | 4  | +13 |
| 2   | Francia        | 9   | 6 | 4 | 1 | 1 | 13 | 7  | +6  |
| 3   | Svezia         | 4   | 6 | 1 | 2 | 3 | 9  | 13 | -4  |
| 4   | Lussemburgo    | 1   | 6 | 0 | 1 | 5 | 2  | 17 | -15 |

## Risultati
| Data              | Luogo            | Squadra 1      | Risultato | Squadra 2      |
| ----------------- | ---------------- | -------------- | --------- | -------------- |
| 1º settembre 1978 | Parigi           | Francia        | 2 - 2     | Svezia         |
| 4 ottobre 1978    | Stoccolma        | Svezia         | 1 - 3     | Cecoslovacchia |
| 7 ottobre 1978    | Lussemburgo      | Lussemburgo    | 1 - 3     | Francia        |
| 25 febbraio 1979  | Parigi           | Francia        | 3 - 0     | Lussemburgo    |
| 4 aprile 1979     | Bratislava       | Cecoslovacchia | 2 - 0     | Francia        |
| 1º maggio 1979    | Lussemburgo      | Lussemburgo    | 0 - 3     | Cecoslovacchia |
| 7 giugno 1979     | Malmö            | Svezia         | 3 - 0     | Lussemburgo    |
| 5 settembre 1979  | Stoccolma        | Svezia         | 1 - 3     | Francia        |
| 10 ottobre 1979   | Praga            | Cecoslovacchia | 4 - 1     | Svezia         |
| 22 ottobre 1979   | Esch-sur-Alzette | Lussemburgo    | 1 - 1     | Svezia         |
| 17 novembre 1979  | Parigi           | Francia        | 2 - 1     | Cecoslovacchia |
| 24 novembre 1979  | Praga            | Cecoslovacchia | 4 - 0     | Lussemburgo    |